# Championnats d'Afrique de karaté 2020
Navigation
Édition précédente Édition suivante
Les championnats d'Afrique de karaté 2020, dix-neuvième édition des championnats d'Afrique de karaté, ont lieu du 7 au 9 février 2020 à Tanger, au Maroc. Ils sont organisés par la Fédération royale marocaine de karaté & disciplines associées qui accueille également dans la salle couverte Ziaten la onzième édition des championnats juniors et la troisième des championnats cadets,,.

## Médaillés

### Hommes
| Épreuve           | Or | Argent | Bronze |
| ----------------- | --- | --- | --- |
| Kata              | Adnane Elhakimi                                                                                               | Ahmed Shawky | Michael Du Plessis |
| Kata              | Adnane Elhakimi                                                                                               | Ahmed Shawky | Mouad Ouites |
| Kata par équipe   | Maroc Bilal Benkacem Mohammed El Hanni Adnane Elhakimi                                                        | Algérie Abdelhakim Haoua Mouad Ouites Samir Lakrout                                                                                     | Égypte Youssef Hammad Mohamed Mohamed Zeyad Islam Hassan                                                                |
| Kata par équipe   | Maroc Bilal Benkacem Mohammed El Hanni Adnane Elhakimi                                                        | Algérie Abdelhakim Haoua Mouad Ouites Samir Lakrout                                                                                     | Botswana Vincent Magalie Kagiso Mophuting Ofentse Bakwadi                                                               |
| Kumite −60 kg     | Nader Azzouzi                                                                                                 | Oussama Edari | Malek Salama |
| Kumite −60 kg     | Nader Azzouzi                                                                                                 | Oussama Edari | Eudes Junecio Capenda Uliengue                                                                                          |
| Kumite −67 kg     | Abdessalam Ameknassi                                                                                          | Ali Elsawy | Nardy Bikoka Mbako |
| Kumite −67 kg     | Abdessalam Ameknassi                                                                                          | Ali Elsawy | Rustum Francis Bernard                                                                                                  |
| Kumite −75 kg     | Abdalla Mamduh Abdelaziz                                                                                      | Yassine Sekouri | Walid Guezmil |
| Kumite −75 kg     | Abdalla Mamduh Abdelaziz                                                                                      | Yassine Sekouri | Yanis Lardjane |
| Kumite −84 kg     | Thameur Slimani                                                                                               | Mohamed Ramadan | Nabil Ech-Chaabi |
| Kumite −84 kg     | Thameur Slimani                                                                                               | Mohamed Ramadan | Anis Samy Brahimi |
| Kumite +84 kg     | Hocine Daikhi                                                                                                 | Taha Tarek Mahmoud | Talla Konaté |
| Kumite +84 kg     | Hocine Daikhi                                                                                                 | Taha Tarek Mahmoud | Achraf Ouchene |
| Kumite par équipe | Algérie Mouad Achache Anis Samy Brahimi Hocine Daikhi Yanis Lardjane Yazid Bouzourene Sami Tas Faical Bouakal | Égypte Abdalla Mamduh Abdelaziz Adel Abdelaal Abdalla Hesham Abdelgawad Ahmed Elasfar Taha Tarek Mahmoud Youssef Badawy Mohamed Ramadan | Sénégal Saliou Diouf Abdourahmane Sene Abdou Lahad Cissé Talla Konaté Fallou Beye Serigne Modou Gning Habib Diouf       |
| Kumite par équipe | Algérie Mouad Achache Anis Samy Brahimi Hocine Daikhi Yanis Lardjane Yazid Bouzourene Sami Tas Faical Bouakal | Égypte Abdalla Mamduh Abdelaziz Adel Abdelaal Abdalla Hesham Abdelgawad Ahmed Elasfar Taha Tarek Mahmoud Youssef Badawy Mohamed Ramadan | Maroc Achraf Ouchene Abdessalam Ameknassi Yassine Sekouri Mohammed El Bahry Nabil Ech-Chaabi Oussama Fahssi Anass Alami |

### Femmes
| Épreuve           | Or                                                              | Argent                                                               | Bronze |
| ----------------- | --------------------------------------------------------------- | -------------------------------------------------------------------- | --- |
| Kata              | Manal Kamilia Hadj Saïd                                         | Sarah Sayed                                                          | Sanae Agalmam |
| Kata              | Manal Kamilia Hadj Saïd                                         | Sarah Sayed                                                          | Maxine Willemse |
| Kata par équipe   | Algérie Manal Kamilia Hadj Saïd Rayane Salakedji Kenza Bellabes | Égypte Asmaa Mahmoud Shahd Sedek Toka Hesham Mohamed                 | Non attribuée |
| Kata par équipe   | Algérie Manal Kamilia Hadj Saïd Rayane Salakedji Kenza Bellabes | Égypte Asmaa Mahmoud Shahd Sedek Toka Hesham Mohamed                 | Non attribuée |
| Kumite −50 kg     | Aicha Sayah                                                     | Radwa Sayed                                                          | Maguette Mbaye |
| Kumite −50 kg     | Aicha Sayah                                                     | Radwa Sayed                                                          | Imane Taleb |
| Kumite −55 kg     | Widad Draou                                                     | Khawla Ouhammad                                                      | Yassmin Attia |
| Kumite −55 kg     | Widad Draou                                                     | Khawla Ouhammad                                                      | Océanne Ganiero |
| Kumite −61 kg     | Giana Lotfy                                                     | Btissam Sadini                                                       | Chaima Midi |
| Kumite −61 kg     | Giana Lotfy                                                     | Btissam Sadini                                                       | Magatte Seck |
| Kumite −68 kg     | Feryal Abdelaziz                                                | Lamya Matoub                                                         | Maman Amina Dione |
| Kumite −68 kg     | Feryal Abdelaziz                                                | Lamya Matoub                                                         | Rita Ogene |
| Kumite +68 kg     | Loubna Mekdas                                                   | Fatima Zahra Errabi                                                  | Shymaa Abou El-Yazed |
| Kumite +68 kg     | Loubna Mekdas                                                   | Fatima Zahra Errabi                                                  | Chehinez Jemi |
| Kumite par équipe | Sénégal Khady Sow Maguette Mbaye Magatte Seck Maman Amina Dione | Maroc Fatima-Zahra Chajai Aicha Sayah Btissam Sadini Khawla Ouhammad | République du Congo Franck Pacelie Yan Robson Michadee Candide Babindamana Bikounkou Mathurina Juliette Malanda Fatoumata Diabaté Pembé |
| Kumite par équipe | Sénégal Khady Sow Maguette Mbaye Magatte Seck Maman Amina Dione | Maroc Fatima-Zahra Chajai Aicha Sayah Btissam Sadini Khawla Ouhammad | Égypte Yassmin Attia Shymaa Abou El-Yazed Feryal Abdelaziz Menna Shaaban Okila                                                          |

## Médailles par pays
| Rang  | Nation              | Or | Argent | Bronze | Total |
| ----- | ------------------- | -- | ------ | ------ | ----- |
| 1     | Algérie             | 6  | 2      | 5      | 13    |
| 2     | Maroc               | 4  | 6      | 4      | 14    |
| 3     | Égypte              | 3  | 8      | 5      | 16    |
| 4     | Tunisie             | 2  | 0      | 1      | 3     |
| 5     | Sénégal             | 1  | 0      | 5      | 6     |
| 6     | Afrique du Sud      | 0  | 0      | 2      | 2     |
| 7     | Botswana            | 0  | 0      | 1      | 1     |
| 8=    | Burkina Faso        | 0  | 0      | 1      | 1     |
| 8=    | République du Congo | 0  | 0      | 2      | 2     |
| 8=    | Nigeria             | 0  | 0      | 2      | 2     |
| 11=   | Bénin               | 0  | 0      | 1      | 1     |
| Total | Total               | 16 | 16     | 30     | 62    |